# 苏利·普吕多姆

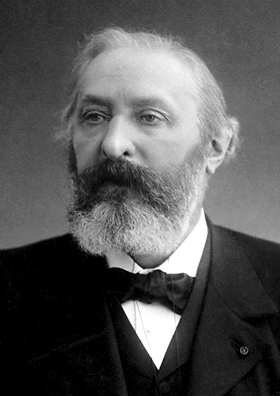
苏利·普吕多姆

勒內-弗朗索瓦-阿尔芒·“苏利”·普吕多姆（法語：René-François-Armand (Sully) Prudhomme，法語發音：[syli pʁydɔm]；1839年3月16日—1907年9月6日），法国诗人，首位诺贝尔文学奖获得者。
普吕多姆早年学习理科，后转向文学。他获得诺贝尔文学奖颇有争议，一般认为，列夫·托尔斯泰、易卜生或者是左拉都比其更有资格问鼎首届诺贝尔文学奖，但是诺贝尔本人对于现实主义的偏见和对于理想主义的偏爱使得普吕多姆出人意料地压倒了这些大师而获得了新创的这一大奖。
普魯多姆的處女作是一八六五年他自費印的詩集《節日與詩》。從詩集中「生活」、「女性」、「青年」和「其他」各部份標題，人們就可想見普魯多姆詩歌的主題：對生活、理想、愛情、青春的追求和對故鄉、祖國、人民的摯愛，其中一些詩作也流露出作者對社會現實的不滿和憂慮。
處女作的出版使普魯多姆在國內一舉成名，於是他乾脆辭去律師職務，專事寫作，成為十九世紀後期法國有影響的詩人之一。先後出版抒情詩集《孤獨》、《徒然的柔情》和哲理詩集《命運》、《正義》、《幸福》。前者以細膩含蓄的筆觸、典雅精緻的形式詠物狀景，抒發個人不無傷感的情懷。哲理詩則致力探索人類意識與現代社會的矛盾，尋求正義與幸福的內涵。在哲理詩中，普魯多姆貫注了科學進化論內容，體現了對高尚道德的追求。
由於普魯多姆的詩歌創作和多方面文學成就，1881年他成為法蘭西學術院院士。

## 榮譽
- 1881年，詩人成為法蘭西學術院院士。[1]
- 1901年，首屆諾貝爾文學獎。

## 作品
詩
- 《節日與詩》—1865年自費印製的詩集。詩人的處女作。
- 《孤獨》、《徒然的柔情》—抒情詩集。
- 《命運》、《正義》、《幸福》—哲理詩集。

散文、論述
- 《論美術》
- 《詩句藝術斷想》
- 《帕斯卡爾主張的真正宗教》。

此外，作家還譯有古羅馬詩人盧克萊修的長詩。

## 作品中譯本
- 諾貝爾文學獎全集編譯委員會/編譯，《徐利‧普魯東(1901)/奧道‧莫姆森(1902)》，台北市：九華文化，1980年。
- 普魯東/著，莫渝/譯，《普魯東詩選》，台北市：遠景出版社，1987年。
- 胡小躍/譯，《孤獨與沉思》，桂林市：漓江出版社，1991年。